# Liste der Monuments historiques in Grandjean
Die Liste der Monuments historiques in Grandjean führt die Monuments historiques in der französischen Gemeinde Grandjean auf.

## Liste der Bauwerke
| Bezeichnung          | Beschreibung                  | Standort | Kennzeichnung | Schutzstatus | Datum | Bild           |
| -------------------- | ----------------------------- | -------- | ------------- | ------------ | ----- | -------------- |
| Kirche St-Barthélémy | Erbaut ab dem 12. Jahrhundert | (Lage)   | PA00104703    | Classé       | 1983  | weitere Bilder |

## Liste der Objekte

### Kirche St-Barthélémy
| Bezeichnung             | Beschreibung                                                | Standort | Kennzeichnung | Schutzstatus | Datum | Bild |
| ----------------------- | ----------------------------------------------------------- | -------- | ------------- | ------------ | ----- | ---- |
| Altar                   | Altar mit Tabernakel; Holz, farbig gefasst, 19. Jahrhundert | (Lage)   | PM17001972    | Inscrit      | 2003  |      |
| Glocke                  | Bronze, 1600 gegossen                                       | (Lage)   | PM17000148    | Classé       | 1942  |      |
| Gemälde Heilige Familie | Ölgemälde mit Holzrahmen, Mitte des 19. Jahrhunderts        | (Lage)   | PM17001971    | Inscrit      | 2003  |      |
| Wappen                  | Obstbaumholz, zweite Hälfte des 19. Jahrhunderts            | (Lage)   | PM17001973    | Classé       | 2003  |      |